# Список экорегионов Боливии

Карта биомов неотропической зоны

По классификации Всемирного фонда дикой природы (WWF) на территории Боливии выделяют 13 экологических регионов, входящих в 5 биомов.
- Тропические и субтропические влажные широколиственные леса[англ.]
  - Боливийская юнга NT0105
  - Влажные леса Мадейры-Тапажоса[англ.] NT0135
  - Южноандская юнга[англ.] NT0165
  - Юго-западные амазонские влажные леса[англ.] NT0166

- Тропические и субтропические сухие широколиственные леса
  - Боливийские горные сухие леса[англ.] NT0206
  - Чако (экорегион)[исп.] NT0210
  - Сухие леса Чикитано NT0212

- Тропические и субтропические злаковники, саванны и кустарники[англ.]
  - Льянос-де-Мохос (саванна Бени) NT0702
  - Серраду NT0704

- Заливные луга и саванны
  - Пантанал NT0907

- Горные злаковники и кустарники
  - Центральноандская сухая пуна NT1001
  - Центральноандская пуна NT1002
  - Центральноандская влажная пуна[англ.] NT1003

Рядом с названиями экорегионов указаны их коды-идентификаторы WWF.